# Кассандра Феделе
Кассандра Феделі (Феделі) (італ. Cassandra Fedele o Fedeli; бл. 1465, Венеція — 24 березня 1558, там само) — італійська гуманістка й поетеса останнього десятиліття кватроченто, писала латиною (під ім'ям Fidelis) і вольгаре.

## Ранні роки

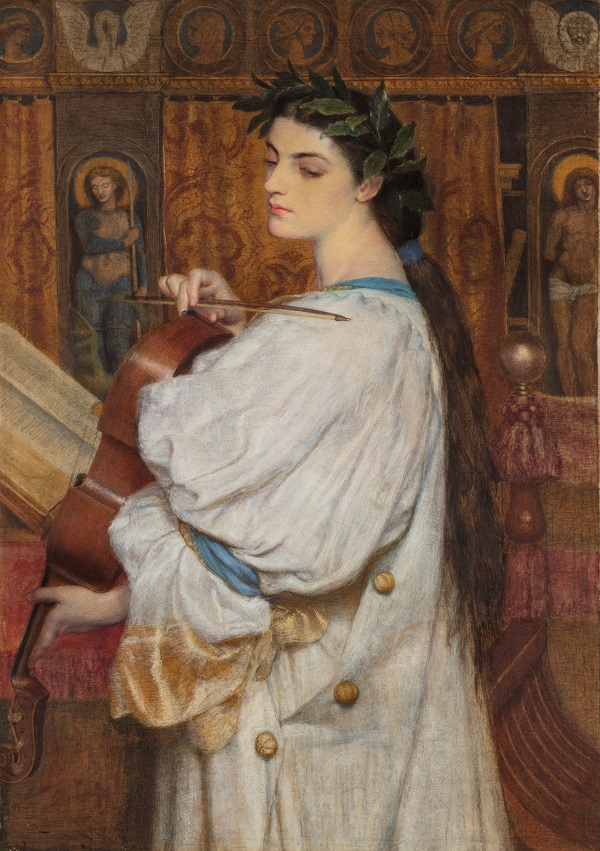
Портрет Кассандри Феделе, написаний ірландським художником-прерафаелітом Фредерік Вільям Бертон

Дочка Анджело Феделе та венеційки Барбари Леоні. Про матір у своїх працях не пише, але батька згадує як людину, шановану серед аристократії та зацікавлену в освіті дочки.
Сім'я батька походила з Мілана, належала до прихильників Вісконті, була вигнана в XIII або XIV столітті після перемоги угруповання Делла Торре і розсіялася містами Північної Італії. Родич Кассандри, Бальдассаре, був протоієреєм у дієцезії Монци. Мала брата Алессандро та три сестри: Крістіну, Маддалену та Поліссену.
Коли у віці 12 років досягла вільного володіння грецькою та латинською мовами, батько відправив її до ченця-сервіта Гаспаріно Борро для навчання класичній літературі, філософії, наукам та діалектиці. 1487 року у віці 22 років, стала відомою в Італії та за кордоном завдяки хвалебній промові латиною, висловленою на честь мистецтв і наук на випускному вечорі її кузини в Падуї. Цю промову, Oratio pro Bertucio Lamberto, опубліковано в Модені (1487), Венеції (1488) та Нюрнберзі (1489). У 1487—1497 роках листувалася з видатними гуманістами та дворянами з усієї Іспанії та Італії. Ізабелла I Кастильська навіть наполягала на прибутті Феделе до іспанського двору, та відхилила запрошення. Вона не могла залишити свою країну в стані війни зі Францією. Однак ранні біографи Феделе вважали, що покинути Італію їй не дозволив дож Агостіно Барбаріго, хоча свідчень такого указу немає.

## Популярність
Здобула популярність завдяки письменницьким та ораторським здібностям. Вважають, що крім 123 листів і 3 промов, опублікованих у Падуї 1636 року, також писала вірші латиною. Брала участь у публічних дебатах із філософських та теологічних питань нарівні зі впливовими гуманістами, а також виступала перед дожем Агостіно Барбаріго та венеційським сенатом із питання вищої освіти для жінок. Анджело Поліціано в листі до Лоренцо Медічі крім краси, хвалив її володіння латинською та італійською мовами.
Щодо її поетичних творів та таланту імпровізації думки сучасників розходяться. Кассандра Феделе прославилася виконанням своїх латинських віршів, акомпануючи на гітарі, а також складала на вольгаре, але ці юнацькі твори не збереглися. Донині дійшла лише посвятна епіграма Павлу III, написана 1547 року.

## Пізні роки
Успіх Феделе був нетривалим. Пік наукової діяльності підійшов до кінця незадовго до шлюбу у віці 34 років (1499). Після цього протягом майже шістдесяти років написала кілька листів і одного разу, 1556 року, її запрошено публічно виступити на честь польської королеви Бони Сфорци, яка приїхала до Венеції. Деякі історики стверджують, що Феделе відмовилася від інтелектуального життя через шлюб, що не було рідкістю серед освічених жінок того часу. Феделе, можливо, також зламала громадськість, яка виступала проти прагнення до науки одружених жінок. У листі до Алессандри Скали, яка питала, вступити їй в шлюб чи присвятити життя навчанню, вона закликала кореспондентку «вибрати шлях, який не суперечить її природі».
1520 року, коли Феделе поверталася з Криту зі своїм чоловіком-лікарем Джаммарією Мапеллі, внаслідок аварії корабля вони втратили все своє майно. Того ж року, перебуваючи в скрутному фінансовому становищі, вона стала бездітною вдовою. 1521 році написала Леву X з проханням про допомогу, але той не відповів. 1547 року написала Павлу III, який у відповідь дав їй посаду настоятельки притулку в церкві Сан-Доменіко-ді-Кастелло у Венеції, де вона проживала до самої смерті. Можливо, мала проблеми зі здоров'ям. Ще перед шлюбом скаржилася на хворобу, яка виснажувала її сили і заважала зосередитись на читанні та письмі протягом тривалого часу.

## Твори
- Clarissimæ feminæ Fidelis Cassandrae Venetæ Epistolæ et orationes posthumæ, nunquam ante hac editæ, Jac. Philip. Tomasinus è mss recensuit. Vitam præmisit argumentis et notis illustravit. — Patavii, apud Franciscum Bolzeltam, 1636, in-8°
- Cassandra Fedele. Orazioni ed epistole, a cura di A. Fedele. — Padova: Il Poligrafo, 2010